# Jesús Huerta de Soto
Jesús Huerta de Soto Ballester (Madrid, 1956. december 23. –) spanyol közgazdász, politikai filozófus, teoretikus, akadémikus, a modern osztrák közgazdaságtani iskola egyik legjelentősebb képviselője, a madridi János Károly Király Egyetem politikai közgazdaságtant oktató professzora.

## Pályafutása
Két doktori fokozatot is szerzett a madridi Complutense Egyetemen: az elsőt a jog területén 1984-ben, a másodikat pedig a közgazdaság területén 1992-ben. A spanyol nemzeti bank ösztöndíjasaként tanulmányait a Stanford Egyetemen folytatta, ahol MBA diplomát is szerzett. 1979-ben Huerta de Soto a madridi Complutense Egyetem jogi karának politikai közgazdaságtan professzora lett. 2000 óta a madridi János Károly Egyetem jogi és társadalomtudományi karának politikai közgazdaságtan professzoraként tevékenykedik. Emellett az osztrák paradigma teljes Európára és a világ többi részére való kiterjesztésére irányuló törekvésében 2007 októbere óta ugyanezen az egyetemen az osztrák közgazdaságtan egyetlen hivatalos mesterkurzusát oktatja – e kurzus az Európai Unió-szerte akkreditált és érvényes. 2004 májusa óta a Procesos de Mercado: revista europea de economía política (Piaci folyamatok: a politikai közgazdaságtan európai folyóirata) című tudományos folyóirat alapító szerkesztője. A lap évente két alkalommal az Európai Unió hivatalos nyelvein jelentet meg az osztrák iskolával kapcsolatos cikkeket. Huerta de Soto számos egyéb akadémiai írás szerzője is, beleértve a Planes de pensiones privados (Magánnyugdíj-tervek) című könyvét, amelyért 1983-ban János Károly király a János Károly Király Nemzetközi Közgazdaságtani Díjat adományozta számára.
Huerta de Soto a fent felsoroltak mellett a Ludwig von Mises Intézet tagja is, továbbá a Fundación Instituto Madrileño de Estudios Avanzados (IMDEA) Ciencias Sociales (a felsőfokú társadalomtudományok madridi intézete) támogatója, illetve 2000 és 2004 között a Mont Pelerin Társaság alelnöke is volt. Huerta de Soto a Quarterly Journal of Austrian Economics (Az osztrák gazdaságtan negyedéves folyóirata), a Journal of Markets and Morality (A piacok és az erkölcs lapja), valamint a New Perspectives on Political Economy (Új politikai gazdaságtani perspektívák) című folyóirat szerkesztőbizottságának tagja, valamint a Sociedad para el Estudio de la Acción Humana (Társaság az emberi cselekvés tanulmányozásáért) társalapítója is. Mindezek mellett a madridi Juan de Mariana Intézettel is szoros együttműködésben áll. 
2009-ben a guatemalai Francisco Marroquin Egyetem az első tiszteletbeli doktori fokozatával tüntette ki Huerta de Sotót, amely elismerést két további hasonló követett: az elsőt a jászvásári (Iaşi) Alexandru Ioan Cuza Egyetem (Románia, 2010), a következőt pedig az orosz kormány fennhatósága alatt álló, Lenin által 1919-ben megalapított moszkvai Pénzügyi Egyetem adományozta számára. Egyéb nemzetközi akadémiai elismerései között a fentieken felül 2005-ben elnyerte a brüsszeli CNE (Centre for New Europe) által adományozott Adam Smith díjat, 2006-ban a Prágai Közgazdaságtudományi Egyetem kiváló közgazdaságtudományi oktatásért járó Franz Cuhel emlékdíjat, a Gary G. Schlarbaum Szabadságdíjat (Salamanca, 2009), illetve szintén 2009-ben Barcelonában a Foment del Treball Nacional emlékérmet is. Végül 2013. június 21-én a németországi Göttingeni Egyetemen az Arany Hayek Emlékéremmel is kitüntették.
Leginkább ismert intellektuális közreműködései között megtalálhatóak a 2010-ben íródott, Socialism, Economic Calculation, and Entrepreneurship (Szocializmus, gazdasági kalkuláció és vállalkozói szellem) című könyvében megjelent, a vállalkozói szellem és a szocializmus lehetetlenségéről írott tanulmánya, a gazdasági ciklusok saját maga által kidolgozott és felépített, a Money, Bank Credit, and Economic Cycles (Pénz, banki hitel és gazdasági ciklusok) című könyvében ismertetett osztrák elmélete, valamint a dinamikus hatékonyságnak a Theory of Dynamic Efficiency (A dinamikus hatékonyság elmélete) című könyvében megjelentetett elmélete is. Huerta de Soto elképzelése szerint a társadalmi realitás elemzéséhez az alábbi három szemléletmód megfelelő kombinációja szükségeltetik: elméleti (von Mises), történelmi-evolúciós (Hayek), illetve erkölcsi (Rothbard). Jesús Huerta de Soto munkáit immár 21 nyelvre, többek között oroszra, kínaira, japánra és arabra fordították le. Elméleti szempontból tekintve Huerta de Soto professzor az anarchokapitalizmust a klasszikus liberalizmusnál teoretikailag felsőbbrendűnek tekinti. Mi több, védelmébe veszi a teljes gazdasági liberalizáció és a jelenlegi pénzügyi rendszer teljes és alapos átvizsgálásának szükségességét is – mindez az aranyalaphoz és a százszázalékos kötelező tartalékrátához való visszatérést jelenti a bankszakmában. Több gondolkodóval, köztük Murray Rothbarddal is egyetért azon nézettel, amely szerint a spanyol aranykor salamancai iskolája általánosságban véve az osztrák iskola filozófiai, jog és gazdasági, még konkrétabban a gazdasági liberalizmus előfutára, vagyis mindannak a bölcsője volt, amit napjainkban „gazdaságtudománynak” nevezünk. Az alkalmazott közgazdaságtan berkeiben ismert tény, hogy Huerta de Soto védelmezi az aranyalap „helyettesítőjeként” szolgáló euro rendszert is, amely képes mind a politikusok, mind a bürokraták, mind a különböző érdekcsoportok féken tartására is.
Huerta de Soto sikeresen létrehozott egy számottevő, fiatal akadémikusokból és tanítványokból álló iskolát, amelynek többek között a következő, doktori címmel rendelkező személyek is tagjai: Philipp Bagus, Miguel Ángel Alonso Neira, David Howden, Gabriel Calzada, Javier Aranzadi del Cerro, Óscar Vara Crespo, Adrián Ravier, Juan Ramón Rallo, Miguel Anxo Bastos Boubeta, és végül, de nem utolsósorban María Blanco. 2011 óta Huerta de Soto a Partido de la Libertad Individual (P-Lib) (Egyéni Szabadság Pártja) nevű párt tagja is.

## Megjelent könyvei
- Planes de pensiones privados (angol nyelven megjelent: Private Pension Plans) (1984)
- Lecturas de economía política, szerk. (3 kiadás, 1984-1987)
- Socialism, Economic Calculation, and Entrepreneurship (Szocializmus, gazdasági kalkuláció és vállalkozói szellem) (2010)
- Estudios de economía política (1994)
- Money, Bank Credit, and Economic Cycles (Pénz, banki hitel és gazdasági ciklusok) (2006) – magyar kiadás a közeljövőben
- The Austrian School: Market Order and Entrepreneurial Creativity (Az osztrák iskola: piaci rend és vállalkozói kreativitás) (2008)
- Nuevos estudios de economía política (2002)
- Ahorra y previsión en el seguro de vida (2006)
- The Theory of Dynamic Efficiency (A dinamikus hatékonyság elmélete) (2009)

### Magyarul
- Pénz, banki hitel és gazdasági ciklusok; Akadémiai, Budapest, 2014